# Otto Pankok
Otto Pankok (6 de junio de 1893 - 10 de octubre de 1966) es un escultor y pintor alemán.

## Biografía
Nació en Mülheim, en la cuenca del Ruhr. En 1912, comenzó su aprendizaje como artista en la Kunstacademie de Düsseldorf. Realizó un viaje de estudios por los Países Bajos con Werner Gilles. Participó en la Primera Guerra Mundial en la campaña de Francia.
Cuando regresó a Düsseldorf en 1919, fundó el grupo "Junge Rheinland". En 1921, se casó con la periodista Hulda Droste.
Con el ascenso al poder de Adolf Hitler, Pankok fue incluido en la lista de artistas degenerados. 56 de sus pinturas fueron retiradas de los museos, siendo incluida alguna de ellas en la muestra Entartete Kunst (Arte degenerado), organizada por los nazis en Múnich en 1937.
Tras la guerra fue profesor en la Academia de Arte de Düsseldorf entre los años 1947 y 1958, teniendo entre sus alumnos a Günter Grass y Vincent van Volkmer. Murió en Wesel.

## Obra
La obra característica de Pankok la constituyen las grandes pinturas monocromas. También ha desarrollado su labor de modo profuso en el campo de la obra gráfica. Ha creado más de 200 esculturas de bronce, la mayoría en pequeña escala. Entre 1924 y 1933, Pankok realizó de modo regular retros dibujados para el periódico alemán Der Mittag.